# El viaje más largo
 El viaje más largo (en inglés The Longest Ride) es una película romántica estadounidense de 2015. Está basada en la novela homónima de Nicholas Sparks.
Fue dirigida por George Tillman Jr. y escrita por Craig Bolotin, protagonizada por Britt Robertson, Scott Eastwood, Jack Huston, Oona Chaplin, Alan Alda, Melissa Benoist y Lolita Davidovich.

## Elenco
- Britt Robertson como Sophia Danko.
- Scott Eastwood como Luke Collins.
- Alan Alda como Ira.
- Jack Huston como Young Ira.
- Oona Chaplin como Ruth.
- Melissa Benoist como Marcia.
- Lolita Davidovich como Linda Collins.
- Barry Ratcliffe como the Auctioneer.
- Gloria Reuben como Adrienne Francis.
- Brett Edwards como Jared Midelton.
- Hunter Burke como David Stein.
- Alina Lia como Brooke.
- Amy Parrish como Andrea Lockerby.

## Producción
En abril de 2014, Fox 2000 Pictures fijó una adaptación a película para estrenarse el 3 de abril de 2015, con George Tillman Jr. para dirigirla, Craig Bolotin adaptando el guion con Britt Robertson como Sophia Danko, Oona Chaplin como Ruth, y Scott Eastwood como Luke Collins, Jack Huston como el joven Ira y Alan Alda.

### Filmación
La filmación empezó el 16 de junio de 2014 en Winston-Salem, Carolina del Norte. El 28 de julio la filmación empezó en Jacksonville, Carolina del Norte.

## Sinopsis
Luke Collins es un experto jinete de toros que tuvo un accidente que lo dejó varias semanas en coma. Un año después, nos encontramos en la hermandad de Sophia Danko, una amante del arte que estudia para poder dedicarse a ello a tiempo completo.
Un día, Marcia, la hermana de hermandad de Sophia, la convence para ir esa noche al rancho a ver a Luke competir. Cuando Luke ya ha competido, el toro lo persigue por lo que salta a la zona donde está Sophia y se le cae el sombrero, así que Sophia le avisa y él le dice que se lo quede. Cuando ya terminó la competición, Sophia y Luke se encuentran y deciden ir a tomar algo, pero Marcia se había emborrachado por lo que Sophia tuvo que acompañarle a casa, así que quedan en que Luke llame a Sophia.
Tras llamarla varias veces, Sophia decide no contestar, ya que en 2 meses se iría a Nueva York a su nuevo trabajo. Pero al final, Sophia decide llamarlo y Luke le pide una cita, y al día siguiente, Luke sorprende a Sophia con una romántica cena. Pero cuando volvían de su cita, se encuentran un coche en llamas con un hombre dentro y cuando Luke le saca del coche, el hombre le pide a Sophia que coja la caja del coche, y así lo hace Sophia.
En el hospital, Sophia abre la caja y encuentra un montón de cartas de Ira Levinson, como se llama el hombre, a su amada ya fallecida Ruth Franco. Cuando las empieza a leer, descubre toda una historia de verdadero amor y le avisan de que Ira ha despertado, así que decide ir a verlo mientras que Luke se va. Cuando entró en el cuarto, le dio a Ira la caja, pero al Ira ser incapaz de leerlas, Sophia decide ofrecerse a leérselas a cambio de que él comiera, ya que él se negaba, pero aceptó.
Cuando empezó a leer la carta elegida por Ira y se empiezan a ver a Ira y a Ruth vivir el momento cuando eran jóvenes. En ese momento, se veía como Ruth entraba en la tienda de Ira y él se sentía atraído al instante por ella, y en numerosas escenas se le ve mirándola de reojo y, unos días después, cuando Ira le iba a declarar su amor ofreciéndole una rosa este ve cómo otro hombre le besa en la mejilla y tira la rosa pero Ruth lo ve así que pide que le acompañe a su casa y este acepta y cuando llega a la casa Ira le pide una cita y ella acepta. 
Luego, volvemos al presente y vemos a Luke montar a un toro pero no llega a los 8 segundos por lo que podría ser descalificado. Cuando vuelve a su casa, su madre le pide que deje de montar por su propio bien pero este se niega. Al día siguiente, Sophia vuelve a visitar a Ira para leerle otra carta. Esta vez se trataba de la primera cita de Ruth y Ira, en el que Ruth le demostrará su pasión por el arte.
Ruth llevó a Ira a un local lleno de música y obras de arte en el que le enseñó su obra favorita, y aunque para Ira solo eran un montón de colores mezclados en un lienzo, le demostró su amor a Ruth cuando le preguntó si no le encantaba y el le contestó "me encanta que te encante" y luego la saco a bailar y en ese momento surgió su primer beso. 
Luego se veían varios cortos de otras citas hasta una en la que Ira conoce a los padres de Ruth y luego en la playa este le pide matrimonio y Ruth acepta. De seguida se les ve brindando con los padres de Ruth festejando el nuevo miembro de la familia refiriéndose a Ira luego Luke llega al hospital a dejar una foto que se encontró en su camioneta y se vuelve a encontrar con Sophia, Ira les cuenta, la historia luego luke se va pero Sophia le dice que fue lindo volver a verlo , el la invita a salir.
Luego están jugando y ella le pide que no la deja ganar y el pasa al plan B distracción pero siempre gana Sophia, luego están comiendo y hablando sobre como eran sus vidas pequeños , ella le dice que ojala su vida hubiera sido como la de los demás y el le dice que por eso es que le gusta porque es diferente a las demás y ella le dice que el también lo es, luego Sophia ve una cámara y decide ir con él para tomarse fotos entran los dos hacen caras feas y luego se besan. empezando una sana y duradera relación llena de altibajos.